# کلجه‌تپه شمالی
کلجه تپه شمالی مربوط به دوران‌های تاریخی پس از اسلام است و در شهرستان گنبد کاووس، دهستان کرند، روستای‌قربان قلیچ ملا واقع شده و این اثر در تاریخ ۱۰ خرداد ۱۳۸۲ با شمارهٔ ثبت ۸۸۴۷ به‌عنوان یکی از آثار ملی ایران به ثبت رسیده است.